# Southern Bell
La Southern Bell Telephone and Telegraph Company était une société d'exploitation du système Bell (en anglais, Bell Operating Company), qui desservait les états de Géorgie, de Floride, de Caroline du Nord et de Caroline du Sud avant la scission du système Bell. La société était à l'origine connue sous le nom d'Atlanta Telephonic Exchange, car elle avait été créée pour servir les citoyens d'Atlanta en 1879. La compagnie a été renommée en 1882.
Southern Bell a également desservi Charleston et d’autres parties de la Virginie-Occidentale de 1883 à 1917 lorsque la compagnie de téléphone Chesapeake and Potomac, en Virginie-Occidentale, a pris le relais dans cette région.

## Scission en South Central Bell & Southern Bell
Southern Bell desservait à l'origine neuf états du Sud des États-Unis. Le 20 décembre 1967, la partie ouest du territoire de Southern Bell (Alabama, Kentucky, Louisiane, Mississippi et Tennessee) a été allouée à une nouvelle compagnie de téléphone, South Central Bell Telephone Company.

## Affaire marquante de discrimination sexuelle
Weeks c. Southern Bell a été une importante affaire de discrimination sexuelle dans laquelle Lorena Weeks (en) affirmait que Southern Bell avait violé ses droits en vertu de la Civil Rights Act de 1964 lorsqu'elle a refusé sa candidature à un poste mieux rémunéré parce qu'elle était une femme.
Lorena Weeks était représentée dans cette affaire par Sylvia Roberts, une avocate de la National Organization for Women. Elle a perdu le premier procès, mais a gagné en 1969 après plusieurs appels. Weeks c. Southern Bell a été une affaire importante, car elle marquait la première victoire dans laquelle la National Organization for Women utilisait la loi sur les droits civils pour lutter contre la discrimination fondée sur le sexe.

## Réincorporation
Southern Bell, initialement incorporé à New York, a été réincorporé en Géorgie en 1983 sous le nom de SBT&T Co. La compagnie Southern Bell originale a ensuite été fusionnée avec SBT&T Co, puis cette société a été renommée Southern Bell.
Étant donné que BellSouth, le nouveau propriétaire de Southern Bell et de South Central Bell après la cession d’AT&T, était incorporé en Géorgie, il était plus pratique que Southern Bell soit incorporé dans le même État. Par la suite, Southern Bell a été renommée BellSouth Telecommunications. La compagnie a fusionné avec AT&T en 2006.